# Brandão Filho
Moacyr Augusto Soares Brandão (Espírito Santo do Pinhal, 6 de janeiro de 1910 — Rio de Janeiro, 22 de março de 1998), mais conhecido como Brandão Filho, foi um ator e humorista brasileiro.

## Biografia
Filho do conhecido ator João Augusto Soares Brandão (1844—1921), conhecido pelo nome artístico de Brandão, o Popularíssimo, ficou órfão desde os 11 anos. Começou a trabalhar cedo como entregador de roupa em uma tinturaria e depois em uma padaria.
Sua estreia no teatro foi em 1929, no circo, e logo ele se descobriu como alguém que perdia a inibição no palco e fazia os outros rirem. Em 1942 foi convidado para participar da primeira radionovela brasileira, Em Busca de Felicidade, da Rádio Nacional. Também nessa época estreava no cinema com os filmes O Dia é Nosso e Samba em Berlim.

"O Primo Pobre (Brandão Filho) e o Primo Rico (Paulo Gracindo)"

O sucesso veio com o personagem "primo pobre" no programa radiofônico Balança Mas Não Cai, da Rádio Nacional, onde contracenava com Paulo Gracindo — o "primo rico". O sucesso foi tão grande que os atores passaram anos interpretando os mesmos personagens e depois foram para a TV fazendo o mesmo quadro. A sketch seria refeita nos anos 2000 no humorístico Zorra Total, agora interpretado por duas atrizes: Carmem Verônica, como a prima rica, e Iara Jamra, como a prima pobre. Também na Nacional estrelou, ao lado dos comediantes Apolo Correia e Ema D'Ávila, o humorístico de grande sucesso Tancredo e Trancado, escrito por Ghiaroni e patrocinado pelas Pílulas de Vida do Dr. Ross.
Depois de vários filmes e do sucesso na Rádio Nacional, onde ficou por mais de 40 anos, Brandão Filho chegou à TV em programas e seriados cômicos como Uau, Balança Mas Não Cai, Faça Humor, Não Faça a Guerra, Viva o Gordo, Chico Anysio Show, Estados Anysios de Chico City e a primeira versão de A Grande Família, em 1972.
Após a experiência em A Grande Família, Brandão Filho foi para as novelas e, na TV Globo, participou de Bravo!, Saramandaia, Nina, Sinal de Alerta, Te Contei?, Feijão Maravilha, Chega Mais, Plumas e Paetês e O Salvador da Pátria.
No cinema ganhou o prêmio Air France de melhor ator do ano pelo filme Romance da Empregada, dirigido por Bruno Barreto. Participou da Escolinha do Professor Raimundo, um de seus últimos trabalhos na TV. Seu personagem, Sandoval Quaresma, era um dos alunos mais queridos do professor Raimundo (Chico Anísio), mas que, embora acertasse perguntas difíceis durante as arguições, sempre falhava ao final, na hora de tirar nota 10.

### Morte
Brandão Filho faleceu no dia 22 de março de 1998, aos 88 anos, de câncer, após sofrer duas paradas cardiorrespiratórias e permanecer internado por quarenta dias no Hospital de Clínicas Rio Mar, na Barra da Tijuca. Seu corpo foi velado e sepultado no Cemitério Jardim da Saudade, no bairro carioca Jardim Sulacap.

## Carreira

### No cinema
| Ano  | Título                              | Personagem    |
| ---- | ----------------------------------- | ------------- |
| 1936 | O Bobo do Rei                       | —             |
| 1941 | O Dia é Nosso                       | Repórter      |
| 1943 | Samba em Berlim                     | Caipira       |
| 1948 | Inconfidência Mineira               | —             |
| 1950 | Marcha Para Deus (não-finalizado)   | —             |
| 1953 | Balança Mas Não Cai                 | Primo pobre   |
| 1971 | Os Caras de Pau                     | —             |
| 1971 | Assalto à Brasileira                | Onofre        |
| 1974 | O Comprador de Fazendas             | Prefeito      |
| 1976 | Essa Mulher É Minha... e dos Amigos | Padre Basílio |
| 1987 | Romance da Empregada                | Zé da Placa   |
| 1988 | Grupo Escolacho                     | Zelador       |

### Na Televisão
| Ano                 | Título                          | Papel              |
| ------------------- | ------------------------------- | ------------------ |
| 1968-1971 1982-1983 | Balança Mas Não Cai             | Primo Pobre        |
| 1972-1975           | A Grande Família                | Floriano Silva     |
| 1975                | Bravo!                          | Santiago Ribas     |
| 1976                | Saramandaia                     | Mestre Cursino     |
| 1977                | Nina                            | Simão              |
| 1978                | Te Contei?                      | Seu Totó           |
| 1978                | Sinal de Alerta                 | Seu Tomé           |
| 1979                | Feijão Maravilha                | Prudêncio          |
| 1980                | Chega Mais                      | Jaime              |
| 1981-1987           | Viva o Gordo                    | Vários Personagens |
| 1989                | O Salvador da Pátria            | Padre Elísio       |
| 1990-1995           | Escolinha do Professor Raimundo | Sandoval Quaresma  |
| 1991                | Estados Anysios de Chico City   | Vários Personagens |
| 1996                | Chico Total                     | Primo Pobre        |